# France Rode
Franc(e) Rode, slovenski inženir elektrotehnike in izumitelj, * 20. november 1934, Nožice, † 9. julij 2017, Los Altos, Kalifornija, ZDA.
Rode je gimnazijo obiskoval v Kamniku, kjer je leta 1953 v prvi generaciji kamniških maturantov opravil zaključne izpite. Študij je nadaljeval na Univerzi v Ljubljani in leta 1960 diplomiral iz  elektrotehnike. Po diplomi je odšel v Ameriko, kjer je na Univerzi Northwestern nadaljeval študij in leta 1962 magistriral iz biomedicine. Prijavil je več patentov in izumov. Več kot dvajset let je bil zaposlen pri Hewlett-Packardu, tam je razvil prvi žepni in znanstveni kalkulator HP-35. Pri tem projektu je bil eden od štirih glavnih inženirjev. Kot izumitelj in podjetnik je soustvarjal začetke Silicijeve doline. Konec maja 2017 je postal častni član Inženirske akademije Slovenije